# 트라야누스 포룸
트라야누스 포룸(라틴어: Forum Traiani, 이탈리아어: Foro di Traiano)은 고대 로마에 건설된 마지막 황제들의 포룸이다. 다마스쿠스의 아폴로도로스가 건설을 담당했다.

## 역사
트라야누스 포룸은 트라야누스 황제의 명으로, 106년에 종결된 다키아 정복에서 나온 전리품으로 지어졌다. 건설은 105년과 107년 사이에 시작되었으며, 파우스티 오스티엔세스에 의하면, 트라야누스 포룸은 112년에 준공식을 올렸다. 트라야누스 원주는 113년레 지어지고 준공식을 하였다.
이 포룸을 짓기 위해선, 대규모 기초 공사가 이뤄져야 했었으며, 작업자들은 퀴리날레 언덕과 카피톨리노 언덕 (캄피돌리오)을 연결하는 능선의 높이를 높였다. 300,000 입방미터가 넘는 흙과 바위들이 파헤쳐졌고 포르타 콜리나 밖으로 버려졌다.
포룸의 계획이 다키아 전쟁에서 트라야누스와 동행하기도 했던 건축가 다마스쿠스의 아폴로도로스한테 비롯되었다고 하는 반면에, 이 기초공사가 도미티아누스 황제 때 실시되었을 수도 있다.
건설되던 동안에, 트라야누스 시장, 카이사르 포룸 (바실리카 아르젠타리아에 지어짐)과 베누스 제네트릭스 신전의 보수 등의 몇몇 다른 계획들도 시행되었다.

## 구조

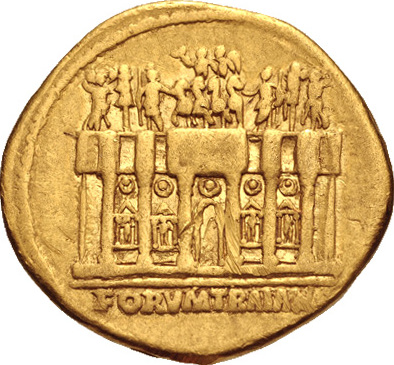
뒷면에 포룸의 일부와 forum traiana이라 표시되고, 정교한 조각들을 나타내는 트라야누스 (재위: 98-117)의 아우레우스

트라야누스 포룸은 양쪽에 에크세드라가 있고 길이 300m에 너비 185m에 이르는 포르티코식으로 정렬된 광장으로 시작하여, 열린 공간과 닫힌 공간의 연속으로 구성된다. 주 입구는 이 광장의 남쪽에 있었고, 다키아 전쟁을 기념하는 가운데에 있던 개선문을 통해, 다키아 포로들의 프리즈와 조각상들로 장식되었다. 이 개선문은 완전히 대리석으로 덮인 페페리노 응회암의 벽돌로 지어진 높은 벽들이 떠받쳤으며, 이 벽은 3면으로 포룸을 감쌌다.
광장을 동서로 둘러싼 응회암 벽에는 에크세드라가 있었으며, 거리로 분리된 바깥쪽의 에크세드라에는 동심원 모양의 시장이 있었다. 트라야누스 시장이라고도 알려진 3층으로 된 동쪽의 시장은 퀴리날레 언덕의 파해쳐진 경사면을 지지했다. 포룸의 트인 공간은 대략 300에서 380 피트이며, 전체가 카라라 대리석으로 포장되었다. 포룸의 최동쪽 벽면에 있는 출입구를 통하여, 사람들은 포르티코로 된 트인 앞마당으로 들어갔으며, 여기에서 인접한 아우구스투스 포룸과 연결되어 있었다.

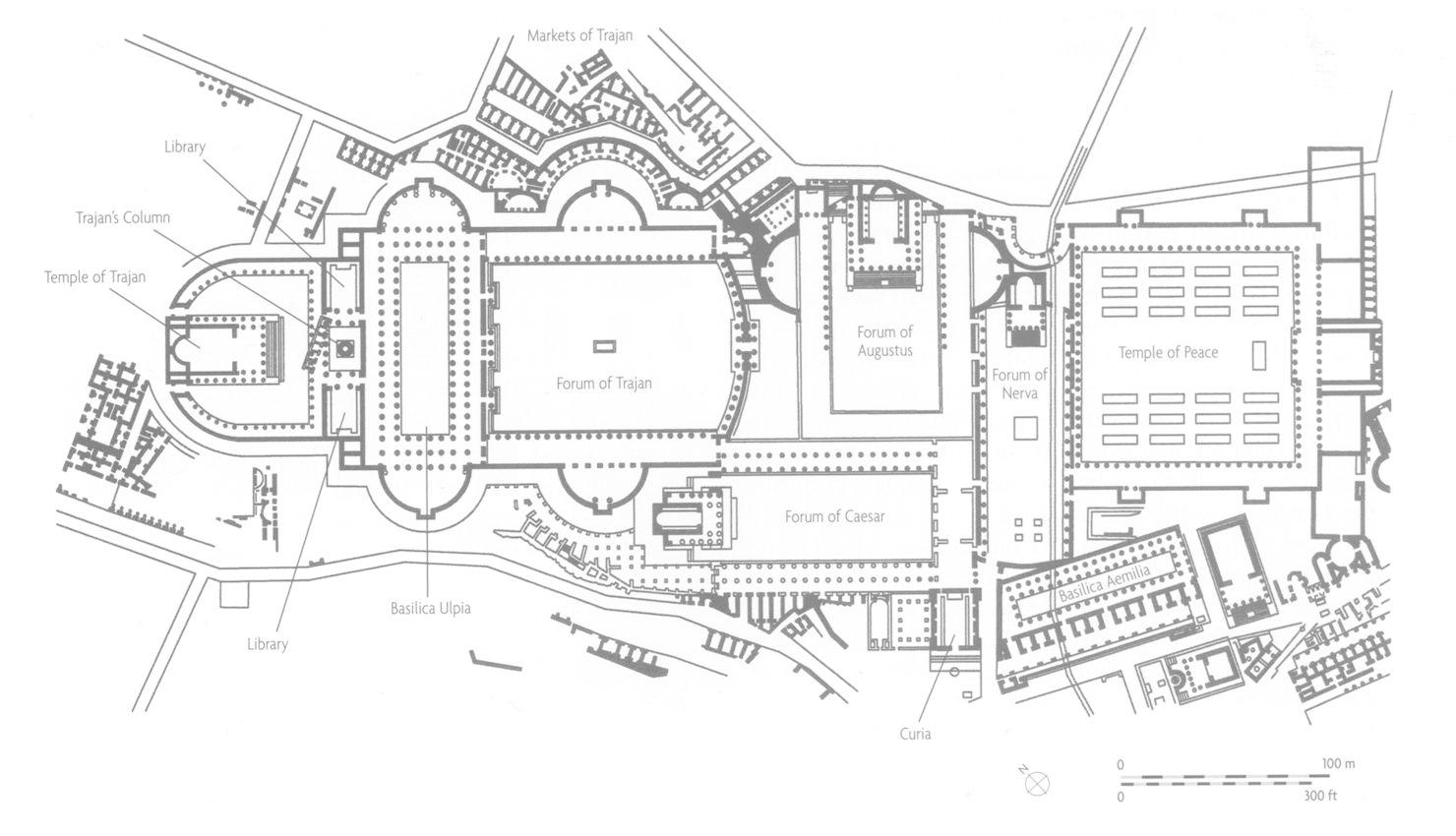
트라야누스 포룸 평면도

광장의 북쪽에는 바실리카 울피아가 있었고, 그 위쪽은 작은 광장이 있었으며, 북쪽 끝에 있는 트라야누스에게 헌정된 신전이 안쪽을 향하고 있었다. 트라야누스에게 헌정된 신전의 정확한 위치는 고고학자들 간, 그중에서도 특히 James E. Packer와 Roberto Meneghini 사이에서 지속되고 있는 뜨거운 논쟁거리이다. 신전을 포함하고 있는 바실리카 울피아와 끝쪽에 있는 광장 사이는 두 개의 도서관이 있으며, 하나는 라틴어 문서를, 다른 한 쪽은 그리스어 문서를 보관했었더. 도서관 사이에는 38m 높이의 트라야누스 원주가 서 있었다. 도서관들은 트라야누스 및 프라이토르들의 칙령들을 포함한 공문서들도 보관했다.
트라야누스의 후임자인 하드리아누스는 트라야누스 신전이 있는 광장 가까이에 철학 교육 시설을 설치했다. 이 건물은 별관으로 분리된 세 개의 평행하는 홀들로 이뤄졌고 아테나이움(Athenaeum)이라 알려졌다. 이 시설은 교육 시설, 사법 절차를 위한 공간, 이따금 원로원을 위한 회담 장소 등 여러 기능을 수행했다.

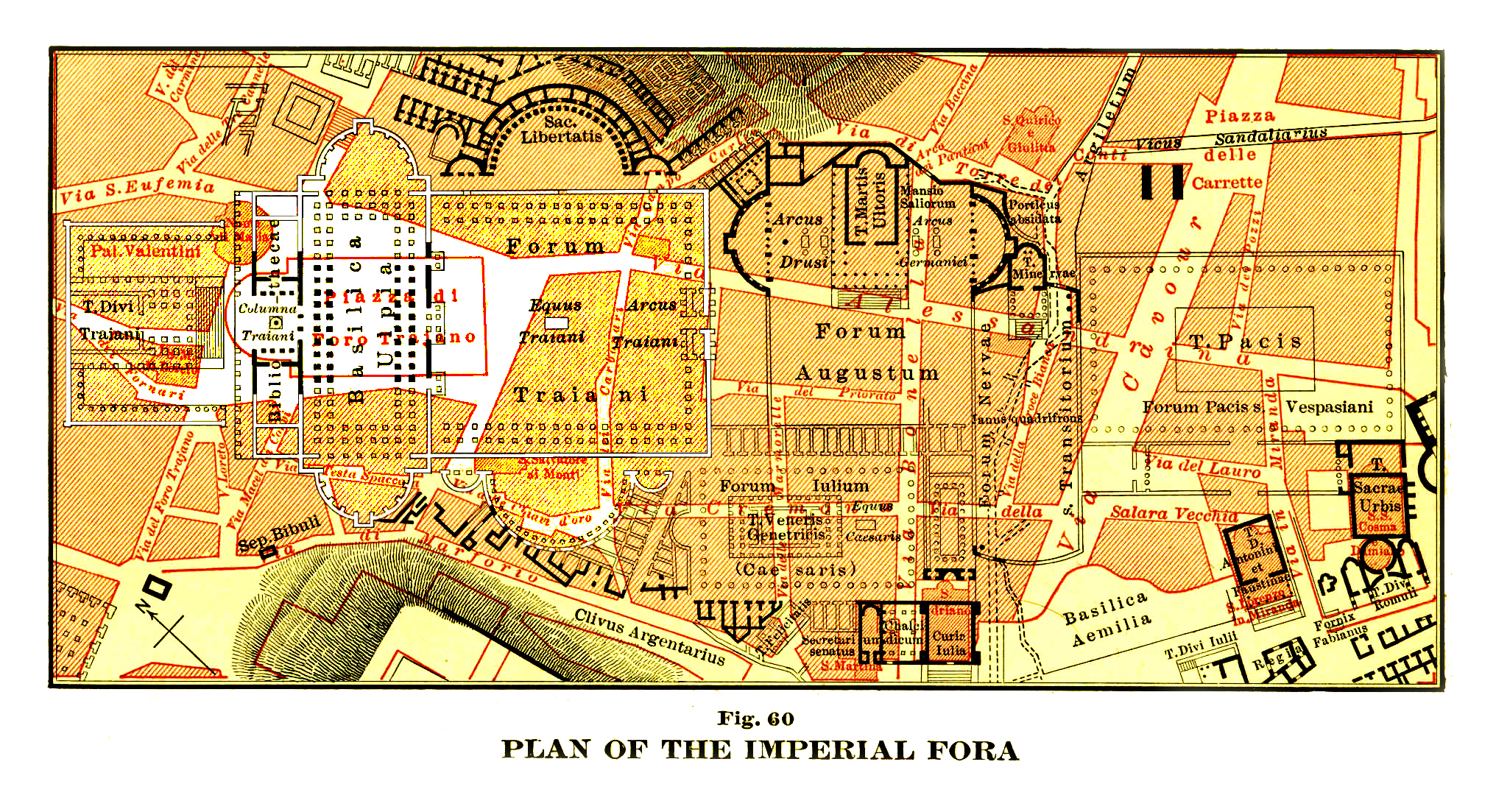
트라야누스 포룸을 나타내는 황제들의 포룸에 대한 지도

콘스탄티우스 2세는, 357년에 로마를 방문하던 중에, 거대한 트라야누스의 기마상과 주변 건물들에 경탄하였다:
그 (콘스탄티우스 2세)가 우리가 믿는 것처럼 천상 아래 유일한 건축물이자 신들조차 입을 모아 감탄하는 트라야누스 포룸에 도착했을 때, 그는 이루 다 표현할 수 없고, 필멸자가 결코 다시는 흉내내지 못하는 트라야누스의 거대한 시설에 시선을 향하며 단번에 놀라움에 빠져들었다. 그 어떤 종류의 시도조차 해보려는 바람들을 모두 포기하고, 그는 등으로 트라야누스 황제를 업고 있던, 아트리움 한 가운데에 놓인 트라야누스의 말만이라도 모방하고 싶다 말을 하였다. 그러자 그 옆에 서있던 호르미다스가 유쾌한 재치로 답하였다 "먼저, 황제시여, 당신께서 만들고 싶은 말이 우리 바로 눈 앞에 있는 것처럼 적절한 환경을 찾을 수 있도록 이것 같은 마구간을 지으라는 명령을 내리소서."— 암미아누스 마르켈리누스, Histories XVI.10.15-16

## 로마 역사 이후
9세기 중반에, 포룸의 광장 대리석 자갈 블록들은 좋은 품질의 석회이었기에, 재사용하기 위해 체계적으로 가져갔다. 이 블록들은 콘크리트로 대체되었고, 광장이 여전히 공공 공간으로 활용이 가능하게 보였다. 10세기쯤에 황제들의 포룸들은 다소 시골지역들이었으며, 트라야누스 포룸 시장 지역을 차지한 도로들이 주택들과 농지들을 교차하고 있었다. 16세기 말에, 이 당시 지면보다 3-4미터 아래에 있던 황제들의 포룸 전체는 도심 확장의 물결 기간에 건물들이 들어섰고 알레산드리노 (Alessandrino) 지구로 알려지게 되었다.
1526년에 트라야누스 포룸의 입구를 이루었던 개선문은 로마시의 거리 위원들인 maestri di strade의 명령으로 철거되었고, 이는 콘세르바토레인 프란체스코 첸치 (Francesco Cenci)가 로마의 지방정부에게 유적의 파괴를 막아줄 것을 촉구하는 보고서를 제출하게 했다. 개선문의 유적들은 이후 16세기에 다시 세워졌으며, 플라미노 바카의 묘사에 따르면, 다키아 전쟁의 장면들이 묘사된 프리즈들이 이 개선문 유적에 포함한다고 한다.
현대에 들어선 시장 부분과 트라야누스 원주만이 남게 되었다. 과거에 바실리카 울피아를 이뤘던 다수의 기둥들이 이 지역에 남아있었으며, 다시 세워졌다. 1933년에 비아 데이 포리 임페리알리 건설은 이 기둥 다수를 덮어버렸고, 이 기둥들은 도로가 놓인 아치 밑에서 볼 수 있다.

## 같이 보기
- 황제들의 포룸
- 포룸 로마눔
- 로마 건축
- 로마의 고대 건축물 목록

## 참고 자료
- Packer, James (1997). 《Trajan's Forum: A Study of the Monuments》. University of California Press.